# Harry Boyle (Cricketspieler)
Henry Frederick Boyle (* 10. Dezember 1847 in Sydney, Australien; † 21. November 1907 in Bendigo, Australien) war ein australischer Cricketspieler, der zwischen 1879 und 1884 für die australische Nationalmannschaft spielte.

## Kindheit und Ausbildung
In Sydney geboren zog Boyle mit seiner Familie nach Victoria, als er drei Jahre alt war. Er erlernte das Cricket spielen in jungen Jahren und als 15-Jähriger war er an einem Spiel zwischen 22 Spielern aus Sandhurst gegen Victoria beteiligt.

## Aktive Karriere
Er absolvierte sein erstes First-Class-Spiel in der Saison 1871/72. Er spielte daraufhin für Victoria, unter anderem in einem Spiel gegen eine englische Auswahl angeführt von W. G. Grace die im Jahr 1873 nach Australien reiste. In der Saison 1878 reiste er mit einer Auswahl nach England und konnte dort unter anderem gegen Marylebone Cricket Club herausragen. Zurück in Australien folgte sein Test-Debüt gegen England, bei dem ihm 28 Runs gelangen. Im Jahr darauf reiste er erneut nach England, hatte dort jedoch nur wenige Möglichkeiten sein können zu zeigen, da der Spielplan für Australien nach den Ausschreitungen bei der Tour zuvor in Sydney sehr beschränkt wurde. Im Test gelangen ihm dann 36* Runs. Er spielte auch bei vier Tests der Tour in der Saison 1881/82, jedoch konnte er dort nicht herausragen. Seine erfolgreichste Tour bestritt er in der Saison 1882 in England. Im Test erzielte er drei Wickets (3/19) und in allen First-Class Spielen insgesamt 144. Bei der Ashes Tour 1882/83 kam er lediglich im dritten Test zum Einsatz und erzielte dabei 3 Wickets für 52 Runs. Seine beste Bowling-Leistung folgte 1884 in England, als ihm im ersten Test 6 Wickets für 42 Runs gelangen. Sein letzter Test erfolgte im Dezember 1884 zurück in Australien. Er verblieb in der folge auch weiterhin im Team und reiste mit dem Team 1888 nach England, verlor jedoch deutlich an Bedeutung. Ein letztes Mal nach England reiste er bei der Ashes Tour 1890, als er als Team-Manager im Einsatz war.

## Nach der aktiven Karriere
Schon 1879 hatte er zusammen mit David Scott einen Sportfachhandel gegründet und dessen Schwester geheiratet. Diese Partnerschaft wurde 1892 aufgelöst und Boyle wurde ein Sammler. Nach langer Krankheit und einer Operation verstarb er im November 1907 im Alter von 59 Jahren.